# Ácido 3-(3-aminofenil)propiônico
Ácido 3-(3-aminofenil)propiônico (português brasileiro) ou ácido 3-(3-aminofenil)propiónico (português europeu) é o composto orgânico de fórmula molecular C9H11NO2, massa molecular 165,19. Apresent ponto de fusão de 99 °C. É classificado com o número CAS 1664-54-6, CBNumber CB7664296 e MOL File 1664-54-6.mol. Apresenta como sinônimos 3-(2-carboxietil)anilina, ácido m-aminoidrocinâmico, ácido 3-aminofenilpropanoico, ácido 3-aminobenzenopropanoico, ácido 3-aminobenzilpropiônico, ácido 3-(3-aminofenil)propiônico.